# Vizma Belševica
Vizma Belševica (n. 30 mai 1931, Riga, Interwar Latvia⁠(d) – d. 6 august 2005, Riga, Letonia) a fost o poetă, scriitoare și traducătoare letonă. A fost nominalizată pentru Premiul Nobel pentru Literatură.

## Biografie
Tatăl lui Belševica, Jānis Belševics, a fost muncitor, iar mama ei, Ieva Belševica, (numele de fată Cīrule) a fost casnică. Familia ei a fost relativ săracă, deoarece doar unul dintre cei doi soți era plătit pentru muncă. Tatăl Vizmei a avut probleme cu băutura, probleme ce s-au agravat în timpul Marii Depresiuni când și-a pierdut slujba de brutar. 
Vizma Belševica s-a născut pe 30 mai 1931, în Riga înainte de război, apoi capitala Letoniei democratice, unde a petrecut cea mai mare parte din copilărie. Orașul, de cele mai multe ori este prezentat în operele sale, mai ales în cele celebre — trilogia autobiografică Bille —, dar timpul petrecut în Curlanda, la mica fermă a rudelelor ei, de asemenea, a avut un rol important în poeziile și scrierile ei. Fiul ei, Klāvs Elsbergs, a fost un renumit poet leton în anii 1980. Și al doilea fiu al ei, Jānis, este de asemenea scriitor.

## Distincții
Visul copilariei ei a fost să primească premiul Nobel; ea, fiind o fată săracă dar deșteaptă, a petrecut mult timp citind literatură clasică. Munca lui Belševica a fost recunoscută: pe 6 decembrie 1990, a fost aleasă membru de onoare al Academiei Letone de Științe; a primit de două ori Premiul Spidola, care este cea mai mare recunoaștere în literatura de specialitate  letonă. Belševica a primit, de asemenea, cea mai înaltă distincție a Statului Leton, și anume Ordinul celor Trei Stele.

## Publicații
Vizma Belševica și-a publicat primele poezii în 1947; prima ei carte de poezie a apărut în 1955. Cele mai importante colecții de poezie suntː Jūra grade (The Sea is Burning, 1966), Gadu gredzeni (Annual Rings, 1969), Madarās (In My Lady's Bedstraw, 1976), Kamola tinēja (The Clew Winder, 1981), Dzeltu laiks (Autumn Time, 1987). Colecțiile de povestiri scurte sunt Ķikuraga stāsti (Stories from Kikurags, 1965), Nelaime mājās (Misfortune at Home, 1979), Lauztā sirds uz goda dēļa (Broken Heart on the Board of Honour, 1997). În timpul perioadei post-Sovietice, Belševica a scris trei cărți de povești, semi-autobiografice, despre fata Bille, narând viață ei de la sfârșitul anilor 1930 pe parcursul primului an de ocupație Sovietică din Letonia (1940-41), în timpul ocupației Naziste (1941-45) și primii ani de după război, sub regimul lui Stalin: Bille (Bille, 1992, 95), Bille onu karš (titlu inițial: Bille dzīvo tālāk) (Bille and War, 1996), Billes skaistā jaunība (The Wonderful Youth of Bille, 1999). Prima sa ediție a fost publicată de către editura letonă Mežābele în 1992 în Statele Unite, și doar în 1995 în Letonia. În prezent această trilogie a fost recunoscută ca una dintre cele mai importante lucrări din literatura letonă din toate timpurile. A fost tradusă în suedeză, dar nu și în limba engleză.
Poeziile și ficțiunile lui Belševica  au fost traduse în 40 de limbi. În Uniunea Sovietică din anii 1960–1980, mai multe cărți de-ale ei cu poezii au fost publicate în limba rusă, belarus și armeană. Poeziile ei au fost traduse în limba engleză de către Inara Cedrins pentru antologia de Poezie Contemporană Letonă, publicate de editura Universității din Iowa în 1983. Din anii 1980 încoace, Belševica a fost prezentă în permanență pe scena literară suedeză, (traducător Juris Kronbergs), cărțile de poezii și poveștile Bille au avut un mare succes în critica literară si pentru publicul larg. Selecția de poezii au fost, de asemenea, publicate în Norvegia, Danemarca și Islanda. Selecția de povestiri – în Rusia, Georgia și Germania. Traducerea rusă a trilogiei Bille a fost publicată în Riga, Letonia.
În lucrările ei, a criticat situația națiunilor oprimate în timpul Uniunii Sovietice, prin urmare, din 1971 până în 1974, nu i-a fost permis să-și publice lucrările. Numele ei nu a putut fi menționat în mass-media. Agenți KGB au căutat apartamentul ei de două ori, confiscând manuscrisele și notele.

### Publicații
- Inara Cedrins (2013). Contemporary Latvian Poetry: A Baltic Anthology. New Orleans: UNO Press. ISBN 1608010503. Mai multe valori specificate pentru |autor= și |nume= (ajutor)Mai multe valori specificate pentru |autor= și |nume= (help)